# Kimi (Film)
Kimi ist ein US-amerikanischer Thriller des Regisseurs Steven Soderbergh aus dem Jahr 2022.

## Handlung
Der Film spielt zur Zeit der COVID-19-Pandemie in den Vereinigten Staaten in Seattle. Angela Childs arbeitet für das High-Tech-Unternehmen Amygdala Corporation, das einen Service ähnlich zu Siri oder Alexa anbietet, das den Namen Kimi hat. Die agoraphobische Angela arbeitet von ihrer Wohnung aus. Sie verlässt ihr Loft kaum, auch wenn ihr Nachbar Terry Hughes sie per Textnachrichten zum romantischen Zusammensein überreden will, mit ihrer Mutter kommuniziert sie nur fernmündlich. Ihre Arbeit ist es, in Konversationen von Benutzern von Kimi hineinzuhören und gegebenenfalls den Quellcode anzupassen. Eines Tages hört sie Schreie einer Frau und ist überzeugt, dass sie Zeugin eines Verbrechens geworden ist. Nachdem ihre Vorgesetzten abwiegeln, beginnt Angela zu ermitteln.

## Rezeption
Justin Chang urteilte im National Public Radio, dass es eine Hommage an Alfred Hitchcocks Das Fenster zum Hof sei, die aber den Geist der Zeit treffe. Für Owen Gleiberman in Variety zeigt Kimi, dass im Kino weniger mehr sein könne. Er hebt auch die schauspielerische Leistung von Zoë Kravitz hervor, die mit der Strenge, mit der sie Angela spiele, zum Gefühl der Einsamkeit des Films beitrage. Allerdings sei alles in David Koepps Drehbuch Standard. Benjamin Lee im Guardian urteilte demgegenüber, dass Koepps Drehbuch den Film zu geschmeidigen 89 Minuten werden lasse, unter Beschränkung auf das Wesentliche und Auslassung unnötiger Füllsel. Und weiter, dass es einer der wenigen Tech-Thriller sei, der nicht unbeabsichtigt in Science-Fiction abgleite.